# Чемпионат Европы по фигурному катанию 1906
Чемпионат Европы по фигурному катанию 1906 года проходил в Давосе (Швейцария) 28-29 января. Соревновались только мужчины по программе обязательных упражнений. Победу в пятый раз одержал Ульрих Сальхов.

## Участники
В чемпионате приняло участие 6 спортсменов из 4-х стран:
| Участников | Мужчины                  |
| ---------- | ------------------------ |
| 3          | Швеция                   |
| 1          | Австрия Венгрия Германия |

## Результаты
| Место | Имя            | Страна   | Баллы |
| ----- | -------------- | -------- | ----- |
| 1     | Ульрих Сальхов | Швеция   | 5     |
| 2     | Эрнест Герц    | Австрия  | 13    |
| 3     | Пер Торен      | Швеция   | 18    |
| 4     | Брур Мейер     | Швеция   | 21    |
| 5     | Шандор Урбари  | Венгрия  | 25    |
| 6     | Макс Рендшмидт | Германия | 23    |

Судьи:
- Hugo Winzer  Германия
- P. Birum  Швейцария
- Эдгар Сайерс  Великобритания
- Густав Хюгель  Австрия
- Тибор фон Фольдвари  Венгрия